# Longitarsus nigrofasciatus
Longitarsus nigrofasciatus là một loài bọ cánh cứng trong họ Chrysomelidae. Loài này được Goeze miêu tả khoa học năm 1777.